# Luís Esparteiro
Luís Augusto Esparteiro Lopes da Costa mais conhecido como Luís Esparteiro (Coimbra, Santo António dos Olivais, 8 de Abril de 1959) é um actor português.

## Carreira
Estudou no Colégio Militar, em Lisboa e, posteriormente frequentou a Faculdade de Medicina da Universidade de Lisboa, onde supostamente enveredaria pela especialidade de Pediatria, que não concluiu.
Estreou-se como ator na companhia de teatro de Henrique Santana, tendo participado nas comédias O Meu Rapaz é Rapariga, Um Fantasma Chamado Isabel e Boeing-Boeing.
Na televisão, estreou-se em 1982 na novela Vila Faia e depois participou nos programas Eu Show Nico e Euronico, de  Nicolau Breyner, tendo rapidamente começado a integrar o elenco regular das produções de ficção nacional (novelas e séries).
Voltou esporadicamente ao teatro em Piaf, de Pam Gems (Casino do Estoril), ao lado de Bibi Ferreira, e em Quem Muda a Fralda à Menina (Teatro Villaret). Nos Artistas Unidos, integrou o eleneco de A queda do egoísta Johan Fatzer, de Bertolt Brecht, encenação de Jorge Silva Melo, Buraco Negro e Câncer, de Gerardjan Rijnders, co-encenação de Isabel Muñoz Cardoso e Luís Esparteiro.
No cinema participou em Os Mutantes, de Teresa Villaverde.

## Trabalhos

### Televisão
| Ano         | Projeto                               | Papel                      | Notas                    | Canal |
| ----------- | ------------------------------------- | -------------------------- | ------------------------ | ----- |
| 1982        | Vila Faia                             | Manuel Marinhais           | Elenco Principal         | RTP1  |
| 1982        | Gente Fina É Outra Coisa              | Tiago Penha Leredo         | Elenco Principal         | RTP1  |
| 1987        | Palavras Cruzadas                     | Bernardo                   | Elenco Principal         | RTP1  |
| 1988        | Eu Show Nico                          | Vários Papéis              |                          | RTP1  |
| 1988        | Os Homens da Segurança                | Francisco                  | Participação Especial    | RTP1  |
| 1989        | Sétimo Direito                        | António Melo               | Participação Especial    | RTP1  |
| 1989        | Ricardina e Marta                     | Francisco Moniz            | Elenco Principal         | RTP1  |
| 1990        | Euronico                              | Vários Papéis              |                          | RTP1  |
| 1991        | A Árvore                              | João                       | Elenco Principal         | RTP1  |
| 1992        | Cinzas                                | Eurico Marques             | Elenco Secundário        | RTP1  |
| 1993        | Marina, Marina                        | Luís                       | Participação Especial    | RTP1  |
| 1994        | Nico d'Obra                           | Fotógrafo                  | Participação Especial    | RTP1  |
| 1994        | Na Paz dos Anjos                      | Manuel Sancho              | Elenco Secundário        | RTP1  |
| 1994        | Desencontros                          | Bernardo Pimenta           | Co-Protagonista          | RTP1  |
| 1995        | Roseira Brava                         | João Pedro Morais          | Elenco Principal         | RTP1  |
| 1995 - 1996 | Primeiro Amor                         | Gonçalo Mendes Ferreira    | Elenco Principal         | RTP1  |
| 1996        | Vidas de Sal                          | Manuel Paiva               | Participação Especial    | RTP1  |
| 1996        | Polícias                              | Diogo                      | Protagonista             | RTP1  |
| 1996 - 1997 | Filhos do Vento                       | Luís Simões                | Elenco Principal         | RTP1  |
| 1997        | A Grande Aposta                       | Carlos Costa               | Co-Protagonista          | RTP1  |
| 1997        | Cuidado com a Língua!                 | Anjo                       | Participação Especial    | RTP1  |
| 1999        | Uma Casa em Fanicos                   | António                    | Participação Especial    | RTP1  |
| 1999        | Jornalistas                           | Pedro                      | Participação Especial    | SIC   |
| 1999        | O Fura-Vidas                          | Joy Silver                 | Elenco Adicional         | SIC   |
| 1999        | A Hora da Liberdade                   | Major Costa Neves          | Elenco Principal         | SIC   |
| 1999        | Esquadra de Polícias                  | Longarinas                 | Participação Especial    | RTP1  |
| 1999 - 2000 | A Lenda da Garça                      | Alberto Basto Queirós      | Elenco Principal         | RTP1  |
| 2000        | A Raia dos Medos                      | Tenente                    | Participação Especial    | RTP1  |
| 2000        | Ajuste de Contas                      | Mário (Anos 60)            | Participação Especial    | RTP1  |
| 2000        | Todo o Tempo do Mundo                 | Armindo                    | Elenco Principal         | TVI   |
| 2000        | Crianças SOS                          | Quinjó                     | Participação Especial    | TVI   |
| 2000 - 2002 | Super Pai                             | Vasco Figueiredo           | Protagonista             | TVI   |
| 2003 - 2004 | Morangos com Açúcar (1.ª temporada)   | Daniel Duarte              | Antagonista              | TVI   |
| 2004 - 2005 | Mistura Fina                          | Adriano Côrte-Real         | Protagonista             | TVI   |
| 2004        | Inspetor Max                          | Fernando                   | Participação Especial    | TVI   |
| 2005        | Os Serranos                           | Eduardo                    | Participação Especial    | TVI   |
| 2005 - 2006 | Dei-te Quase Tudo                     | Carlos Capelo              | Antagonista              | TVI   |
| 2006 - 2007 | Tu e Eu                               | Edmundo Castanheira        | Antagonista              | TVI   |
| 2007 - 2008 | Deixa-me Amar                         | João Botelho               | Antagonista              | TVI   |
| 2008        | Casos da Vida: Saldo Negativo         | Henrique                   | Protagonista             | TVI   |
| 2008 - 2009 | Feitiço de Amor                       | Augusto Neves              | Co-Protagonista          | TVI   |
| 2009 - 2010 | Sentimentos                           | Manuel Coutinho            | Co-Protagonista          | TVI   |
| 2010 - 2011 | Espírito Indomável                    | Rodrigo Monteiro Castro    | Antagonista              | TVI   |
| 2012 - 2013 | Louco Amor                            | Rafael Correia             | Antagonista              | TVI   |
| 2013        | Casos da Vida: Vidas (des) Enrascadas | João                       | Protagonista             | TVI   |
| 2014        | Bairro                                | Diretor                    | Elenco Adicional         | TVI   |
| 2014        | Giras & Falidas                       | Inspetor da ASAE           | Participação Especial    | TVI   |
| 2015 - 2016 | Santa Bárbara                         | Júlio Montemor             | Elenco Principal         | TVI   |
|             | Bem-Vindos a Beirais                  | Gastão                     | Elenco Adicional         | TVI   |
| 2016        | A Única Mulher                        | Jeremy                     | Participação Especial    | TVI   |
| 2017        | Ouro Verde                            | Miguel Ferreira da Fonseca | Antagonista              | TVI   |
| 2017 - 2018 | Jogo Duplo                            | Vítor Duque                | Elenco Principal         | TVI   |
| 2018 - 2019 | A Teia                                | Valdemar Seixas            | Elenco Principal         | TVI   |
| 2019        | Teorias da Conspiração                | Francisco Bernard          | Elenco Adicional         | RTP1  |
| 2019        | Amar Depois de Amar                   | António Gouveia            | Elenco Principal         | TVI   |
| 2020        | Quer o Destino                        | Alfredo Paulo Reis         | Elenco Principal         | TVI   |
| 2021 - 2023 | Para Sempre                           | Bento Sampaio de Menezes   | Antagonista              | TVI   |
| 2022 - 2023 | Por Ti                                | Rui Guerreiro              | Antagonista              | SIC   |
| 2023        | Marco Paulo                           | Mário Martins              | Elenco Principal         | SIC   |
| 2023 - 2024 | Flor Sem Tempo                        | Eduardo Vaz                | Co- Antagonista          | SIC   |
| 2023 - 2024 | Os Eleitos                            | António                    | Elenco Recorrente (OPTO) | SIC   |
| 2024 - 2025 | A Promessa                            | Rogério Candeias           | Elenco Principal         | SIC   |
| 2025        | Vitória                               | Martins                    | Elenco Principal         | SIC   |

### Cinema
| Ano  | Filme                    | Papel                  |
| ---- | ------------------------ | ---------------------- |
| 1998 | Os Mutantes              |                        |
| 1999 | Mal                      |                        |
| 1999 | Inferno                  |                        |
| 2000 | Peixe na Lia             |                        |
| 2001 | Camarate (filme)         |                        |
| 2002 | Debaixo da Cama          |                        |
| 2005 | O Crime do Padre Amaro   | Rafael                 |
| 2005 | Fatal                    |                        |
| 2009 | Duas Mulheres            | Dr. André              |
| 2009 | Quero Ser uma Estrela    | Embaixador de Portugal |
| 2010 | Moi, Bernadette, J'ai Vu |                        |
| 2018 | Linhas de Sangue         | Leonardo Gama          |

### Videojogos
| Ano  | Videojogo           | Papel                               |
| ---- | ------------------- | ----------------------------------- |
| 2018 | Marvel's Spider-Man | Doutor Otto Octavius/Doutor Octopus |

## Família
Filho de Mário Nuno do Canto Lopes da Costa (Lisboa, Anjos, 12 de dezembro de 1922 – 31 de março de 2013) e de sua mulher Maria Helena Botelho da Costa Marques Esparteiro (Lisboa, São Sebastião da Pedreira, 23 de março de 1929 – Lisboa, Nossa Senhora de Fátima, 24 de março de 2013), filha de Joaquim Marques Esparteiro, sobrinha paterna de António Marques Esparteiro e neta materna do 1.º Visconde de Giraul.

### Casamentos e descendência
Casou primeira vez a 1 de Outubro de 1987 com Filipa Helena Boulton Pimentel Trigo (Lisboa, São Sebastião da Pedreira, 24 de Outubro de 1961), filha de Eduardo Adeodato Melo Pimentel Trigo (Vila Flor, Seixo de Manhoses, 24 de Dezembro de 1933) e de sua mulher Ann Elizabeth Boulton (Londres, 17 de Fevereiro de 1937), divorciados, de quem tem um filho e uma filha:
- Guilherme Boulton Trigo Lopes da Costa (Lisboa, Santa Justa, 13 de Janeiro de 1989)
- Constança Boulton Trigo Lopes da Costa (Lisboa, São Francisco Xavier, 21 de Maio de 1991)

Casou segunda vez civilmente a 18 de Abril de 2009 com Vanda Isabel da Costa Correia (Lisboa, São Sebastião da Pedreira, 30 de Setembro de 1970), filha de José Correia e de sua mulher Arlete da Costa, de quem tem uma filha e um filho, nascidos antes do casamento:
- Teresa Correia Esparteiro Lopes da Costa (Lisboa, São Jorge de Arroios, 4 de Novembro de 2001)
- Luís Correia Esparteiro Lopes da Costa (Lisboa, Santa Maria dos Olivais, 3 de Agosto de 2005)